# Strada statale 755 Gerolese
La strada statale 755 Gerolese (SS 755) è una strada statale italiana il cui percorso si sviluppa in Lombardia. Si tratta di un'importante arteria di collegamento nella provincia pavese, che unisce Voghera con Sannazzaro de' Burgondi.

## Percorso
La strada ha origine alle porte del centro abitato di Voghera a meno di un chilometro dal casello autostradale omonimo sull'A21 Torino-Brescia. Si presenta nel suo primo tratto a carreggiate separate, ciascuna con due corsie di marcia. Prima di giungere Casei Gerola, evita l'attraversamento del centro abitato mediante una serie di varianti dalle quali è possibile anche raggiungere il casello autostradale omonimo dell'A7 Milano-Genova.
La strada devia verso quindi nord-ovest e dopo aver superato il fiume Po passando sul ponte della Gerola si innesta sulla strada statale 756 Sannazzaro-Torre Beretti nei pressi di Sannazzaro de' Burgondi.

## Storia
La strada era tradizionalmente classificata come strada provinciale 206 Voghera-Novara (SP 206); è stata poi oggetto della seconda tranche del cosiddetto piano Rientro strade, per cui la competenza è passata all'ANAS il 3 maggio 2021.
La strada ha ottenuto la classificazione attuale nel corso del settembre 2021 con i seguenti capisaldi di itinerario: "Incrocio con Strada Bussolino confine comunale di Voghera - Innesto con S.S. n. 756 a Sannazzaro de' Burgondi".